# Thysanichthys crossotus
Thysanichthys crossotus és una espècie de peix pertanyent a la família dels escorpènids.

## Descripció
- Fa 8,4 cm de llargària màxima.[4][5]

## Hàbitat
És un peix marí, demersal i de clima temperat que viu entre 120-130 m de fondària.

## Distribució geogràfica
Es troba al Pacífic nord-occidental: el Japó, el mar de la Xina Oriental i Taiwan.

## Observacions
És inofensiu per als humans.